# Murray R. Spiegel
Murray R. Spiegel (* 1923 in Brooklyn; † 1991) war ein US-amerikanischer angewandter Mathematiker und Autor von Lehrbüchern in der Buchreihe Schaum’s Outlines.

## Leben
Spiegel besuchte die New Utrecht High School und das Brooklyn College mit dem Bachelor-Abschluss in Mathematik und Physik 1943. Danach war er bis 1945 Teaching Fellow an der Harvard University und im Sommer 1946 Berater bei Monsanto. Er setzte sein Studium an der Cornell University fort mit dem Master-Abschluss in Physik 1947 und der Promotion in Mathematik 1949 bei Mark Kac (Dissertation: On the Random Vibrations of Harmonically Bound Particles in a Viscous Medium), wobei er 1946 bis 1949 Teaching Fellow war. 1949 wurde er Assistant Professor am Rensselaer Polytechnic Institute in Troy (New York). Daneben war er 1950 Berater in Geophysik bei Beers & Heroy und  1950 bis 1954 Berater für Aerodynamik beim Wright Air Development Center der Air Force. 1954 wurde er Associate Professor und 1957 Professor am Rensselaer Polytechnic Institute, wobei er ab 1955 auf deren neuen Campus in Hartford (Connecticut) war (Hartford Graduate Center) und dort die Mathematik-Fakultät leitete.
Er war auch tätig am Oak Ridge National Laboratory und an der Columbia University.

## Schriften
Meist sind nur die Ersterscheinungsdaten angegeben, die Bücher werden aber bei Schaum’s Outline kontinuierlich weiter bearbeitet und neu aufgelegt.
- Schaum's Outline of College Algebra, 1956
- Schaum's Outline of College Physics, McGraw Hill Education, 12. Auflage 2017 (bearbeitet von Eugene Hecht)
- Schaum's outline of theory and problems of statistics 1961, Archive
- Schaum's outline of theory and problems of advanced calculus 1963, 1974, Archive
- Schaum's outline of theory and problems of complex variables: with an introduction to conformal mapping and its applications, 1964 (deutsche Ausgabe 1977)
- Schaum's outline of theory and problems of Laplace transforms 1965 (deutsche Ausgabe 1977)
- Schaum's Outline: Mathematical Handbook of Formulas and Tables, McGraw-Hill 1968, Archive, (deutsche Ausgabe: Handbuch der Mathematik, Formeln und Tabellen 1979)
- Schaum's Outline: Einführung in die Höhere Mathematik: Theorie und Anwendung, McGraw Hill 1977
- Schaum's outline of theory and problems of vector analysis and an introduction to tensor analysis 1959 (deutsche Ausgabe 1977)
- Schaum's Outline of Real Variables: Lebesgue measure and integration with applications to Fourier series, 1969, Archive
- Schaum's outline of theory and problems of advanced mathematics for engineers and scientists 1971 (deutsche Ausgabe 1979)
- Schaum's Outline: Theory and problems of statistics in SI units, McGraw-Hill 1972 (deutsche Ausgabe 1976, 1985 bei McGraw-Hill und mitp Verlag 2003)
- Schaum's Outline: Probability and Statistics, McGraw-Hill 1975
- Schaum's Outline of Finite Differences and Difference Equations, 1971 (deutsche Ausgabe 1982)
- Schaum's Outline of the theory and problems of Fourier Analysis, with Applications to Boundary-Value Problems, 1974  (deutsche Ausgabe McGraw Hill, Düsseldorf 1976)
- Schaum's outline of theory and problems of theoretical mechanics: with an introduction to Lagrange's equations and Hamiltonian theory 1967, Archive, (deutsche Ausgabe 1976)
- Applied Differential Equations, Prentice-Hall, 1963, 3. Auflage 1981